# Fucoidan
Fucoidan ist eine natürliche Verbindung, die in verschiedenen Arten von Braunalgen (Phaeophyceae) und bei einigen Meerestieren wie Meeresschnecken, Seegurken und Seeigeln vorkommt und aufgrund ihrer Antikrebseigenschaften Beachtung gefunden hat. Fucoidan ist ein sulfatiertes Polysaccharid, welches den Zucker Fucose enthält. Als Schleimstoff ist es  Teil der Zellwand von Algen. Algen sind eine außergewöhnlich vielfältige Organismengruppe. In Bezug auf Biomasse sind Braunalgen in vielen Küstenregionen die dominierenden Organismen; sie haben sich unabhängig voneinander entwickelt und weisen viele neue Merkmale auf. Rot- und Grünalgen enthalten dagegen kein Fucoidan in ihren Zellwänden.
In Ostasien werden Braunalgen seit Jahrhunderten in der lokalen Küche und als Medizin verwendet. Epidemiologische Studien haben berichtet, dass die Inzidenz chronischer Krankheiten wie Herzerkrankungen, Diabetes und Krebs in China und Japan geringer ist als in westlichen Ländern, was möglicherweise auf unterschiedliche Lebens- und Ernährungsgewohnheiten zurückzuführen ist. Dies hat zu einem erneuten Interesse an den Eigenschaften und den Inhaltsstoffen von Braunalgen geführt. In den letzten 50 Jahren wurden mehr als 3000 aus Algen gewonnene Inhaltsstoffe entdeckt. Laborstudien legen nahe, dass Fucoidan neuroprotektive und immunmodulierende Wirkungen hat. Es wurden noch keine Studien am Menschen durchgeführt, um festzustellen, ob dieselben Antikrebseffekte auftreten können. Eine Studie am Menschen legt nahe, dass Fucoidan möglicherweise dazu beiträgt, längere Chemotherapiezyklen zu ermöglichen. Es sind jedoch weitere Studien erforderlich, um die Sicherheit und Wirksamkeit zu bestätigen.